# Raad-2
Raad-2 este un autotun iranian.

## Proiectare și dezvoltare
La începutul lunii septembrie 1997, s-a raportat că Iranul a testat cu succes o armă de câmp mobilă de foc rapidă construită local, cunoscută sub numele de Raad-2 (Thunder-2).
Folosește o turelă care are o dispunere similară cu autopropulsata M109A1 155mm/39-cal. Defense Industries Organization a susținut că 155 mm HM44 fabricată de instalația Hadid a Organizației Iraniene de Industrie a Apărării a avut o rată și o precizie ridicate de tragere. A fost descris ca fiind capabil să tragă cinci runde pe minut. Tunul a fost raportat că are o rază de 30 km (19 km) și include, de asemenea, caracteristici, cum ar fi un motor de găsire a laserului și un sistem de încărcare semi-automată. Tunul arată exact ca cel de la M185 de 155 mm/39 cal de la M109A1 și este prevăzut cu o frână de gură deflector, extractor de fum, mecanism cu șurub cu șurub, recuperator hidro-pneumatic și o frână de recul hidraulică. Acesta folosește șasiuul APC fabricat în Iran, Boragh, o conversie a IFP-ului rusesc BMP-1 sau a  Type 86 (WZ-501) IFV. A fost descris ca fiind capabil să se deplaseze cu o viteză de 70 km / h (43 mph) pe câmpul de luptă.

## Variante
- Raad-2 - versiunea de bază SPG.
  - Raad-2M - Raad-2 modernizat cu un motor 5TDF fabricat în Ucraina în loc de un motor diesel V-8.